# Піяз
Піяз (тур. piyaz , перська : پیاز) — вид турецького салату мезе, який готують з будь-якого виду сухих бобів з додаванням цибулі, петрушки та сумаху.

## Історія
У південних провінціях, таких як Адана, слово «піяз» використовується для позначення салату з цибулею та сумаком. У османський період піяз виготовляли також з артишоку, гороху, нута, широкої квасолі та картоплі, які були завезені до Туреччини в останній чверті XIX століття.

## Варіації
У турецькій провінції Анталії його готують інакше, ніж інші регіони, до страви завжди додають соус таратор на основі тахіні. В Анталії піяз вважають не салатом, а основною стравою.
Існують також варіанти піязу з інших бобів. П'яз із квасолі мунг (maş piyazı) відомий у Газіантепі і, як і п'яз у Анталії, зареєстрований у Бюро патентів і торгових марок Туреччини. Його готують шляхом поєднання відварених бобів мунг з цибулею, петрушкою, пластівцями червоного перцю, оливковою олією, сіллю та гранатовим сиропом, посипаними волоськими горіхами. Його можна прикрасити стружкою червоного перцю і зернами граната. Замість гранатового сиропу можна використовувати виноградний або лимонний сік.
Піяз також можна приготувати з нуту (nohut piyazı) і зеленої сочевиці (mercimek piyazı).

## Інгредієнти
- 250 гр бобових
- 1 склянка оцту (сихік)
- 1 головка цибулі
- 1 бак (кава) бексден
- Білий ізотоп
- Сіль
- 2 столові ложки оцту
- 6 склянок оливкової олії
- 2 головки обпалу (помідори)
- 2 збитих яйця (опціонально)